# Romain Masson
Romain Masson, né le 26 avril 1983 à Athis-Mons en France, est un joueur français de hockey sur glace et de roller in line hockey évoluant au poste d'attaquant, devenu entraineur. Il est formé et commence sa carrière sur glace, jouant successivement à Amiens, Gap, Lyon, Montpellier puis Bordeaux, avant de se tourner vers le roller en 2013, aux Aloses de Bordeaux.
Il participe à la montée des Lions, nouveau nom des Aloses, de nationale 1, deuxième niveau du championnat de France, en Ligue élite, et joue à deux reprises le championnat du monde avec l'équipe de France, en 2015 et 2016, où elle se classe deuxième et troisième. Il met un terme à sa carrière à l'issue de la saison 2016-2017 et devient entraineur.

## Biographie
Il commence le hockey sur glace à Viry-Châtillon, où il joue pendant 12 ans. Enfant, il participe aussi à des compétitions de ski alpin, avant de choisir le hockey pour l'aspect collectif. Alors qu'il est au lycée, il intègre en 1999 la section sport-étude des Gothiques d'Amiens. Il joue dans l'équipe de France U20 de 2001 à 2003, disputant deux championnats du monde junior. En 2002, il dispute son premier match en Ligue Magnus. La saison suivante, il joue avec l'équipe 2 en Division 2 et les juniors, et dispute 3 matchs avec l'équipe première. Privilégiant ses études, il ne joue pas les séries éliminatoires alors que les Gothiques sont sacrés champions de France.
Il quitte alors Amiens pour Gap, où il continue à jouer en junior tout en intégrant l'équipe sénior, qui se qualifie pour les play-offs et finit 3e de la poule nationale. Pour pouvoir associer ses études et le hockey, il quitte Gap après une saison et s'engage avec Lyon, en Division 1 puis en division 2, où il reste quatre saisons.
En 2009, il retourne en division 1 en s'installant pour une saison à Montpellier. En 2010, il rejoint finalement Bordeaux. En mai 2013, à la suite de la décision du club de ne pas le conserver pour « offrir l'opportunité à des joueurs bordelais d'intégrer l'équipe première », il annonce qu'il met un terme à sa carrière pour des raisons familiales. Il décide alors de rejoindre les Aloses de Bordeaux, club de roller in line hockey qui évolue alors en nationale 1, deuxième niveau national. Il dira avoir voulu « trouver un compromis », le roller lui permettant de s'entrainer « deux fois par semaine et non plus quotidiennement », et de concilier le sport avec une carrière professionnelle,,.
Bien qu'évoluant en Nationale 1 et non en Ligue élite, il est rapidement repéré, et dès le début de l'année 2014, est convoqué pour le premier stage de l'année de l'équipe de France, puis pour les suivants, mais n'est finalement pas retenu pour le championnat du monde à Toulouse. Il l'est toutefois dès l'année suivante, en Argentine, où l'équipe de France est vice-championne du monde en perdant en finale contre la Tchéquie,,,.
La saison 2015-2016 se termine par un titre de champion de France de nationale 1 et une montée en Ligue élite avec les Lions de Bordeaux, nouveau nom des Aloses,. Il est ensuite de nouveau sélectionné pour le championnat du monde, qui se déroule à Asiago en Italie, où l'équipe de France termine troisième,,.
À l'issue de la saison 2016-2017, sa première en élite, il met fin à sa carrière et devient entraineur de l'équipe de nationale 2 des Lions.

## Clubs successifs
- Jets de Viry : jusqu'en 1999
- Gothiques d'Amiens : 1999-2004
- Rapaces de Gap : 2004-2005
- Lions de Lyon : 2005-2009
- Vipers de Montpellier : 2009-2010
- Boxers de Bordeaux : 2010-2013 (arrêt)
- Aloses de Bordeaux : 2013-2017 (Roller in line hockey)

## Palmarès
- 2003-2004 : champion de France de Ligue Magnus
- 2007-2008 : Finaliste du championnat de France de Division 2
- 2008-2009 : 3e du championnat de France de Division 2
- 2009-2010 : quart-de-finaliste du championnat de France de Division 1
- 2010-2011 : demi-finaliste du championnat de France de Division 1
- 2012-2013 : demi-finaliste du championnat de France de Division 1

## Statistiques
Pour la signification des abréviations, voir statistiques du hockey sur glace.

### En club
| Saison              | Équipe                | Ligue               |     | Saison régulière | Saison régulière | Saison régulière | Saison régulière | Saison régulière |    | Séries éliminatoires | Séries éliminatoires | Séries éliminatoires | Séries éliminatoires | Séries éliminatoires |
| Saison              | Équipe                | Ligue               | PJ  | B                | A                | Pts              | Pun              | PJ               | B  | A                    | Pts                  | Pun                  |                      |                      |
| 2002-2003           | Gothiques d'Amiens    | Ligue Magnus        | 1   | 0                | 0                | 0                | 0                |                  |    |                      |                      |                      |                      |                      |
| 2003-2004           | Gothiques d'Amiens    | Espoirs U22 Élite   | 15  | 13               | 9                | 22               | 0                |                  |    |                      |                      |                      |                      |                      |
| 2003-2004           | Gothiques d'Amiens    | Division 3          | 16  | 10               | 12               | 22               | 48               |                  |    |                      |                      |                      |                      |                      |
| 2003-2004           | Gothiques d'Amiens    | Ligue Magnus        | 3   | 1                | 0                | 1                | 2                |                  |    |                      |                      |                      |                      |                      |
| 2004-2005           | Rapaces de Gap        | Espoirs U22 Élite   | 12  | 17               | 6                | 23               | 24               |                  |    |                      |                      |                      |                      |                      |
| 2004-2005           | Rapaces de Gap        | Ligue Magnus        | 20  | 1                | 1                | 2                | 16               | 6                | 3  | 1                    | 4                    | 4                    |                      |                      |
| 2005-2006           | Lions de Lyon         | Division 2          | 29  | 18               | 13               | 31               | 76               | 2                | 1  | 1                    | 2                    | 14                   |                      |                      |
| 2006-2007           | Lions de Lyon         | Division 2          | 22  | 22               | 14               | 36               | 107              |                  |    |                      |                      |                      |                      |                      |
| 2007-2008           | Lions de Lyon         | Division 2          | 17  | 12               | 16               | 28               | 26               | 8                | 12 | 5                    | 17                   | 6                    |                      |                      |
| 2008-2009           | Lions de Lyon         | Division 2          | 18  | 10               | 10               | 20               | 14               | 8                | 3  | 3                    | 6                    | 0                    |                      |                      |
| 2009-2010           | Vipers de Montpellier | Division 1          | 26  | 21               | 17               | 38               | 71               | 2                | 1  | 0                    | 1                    | 6                    |                      |                      |
| 2010-2011           | Boxers de Bordeaux    | Division 1          | 21  | 13               | 10               | 23               | 43               | 6                | 2  | 5                    | 7                    | 16                   |                      |                      |
| 2011-2012           | Boxers de Bordeaux    | Division 1          | 26  | 7                | 11               | 18               | 30               |                  |    |                      |                      |                      |                      |                      |
| 2012-2013           | Boxers de Bordeaux    | Division 1          | 25  | 14               | 10               | 24               | 14               | 4                | 3  | 2                    | 5                    | 31                   |                      |                      |
| Totaux Ligue Magnus | Totaux Ligue Magnus   | Totaux Ligue Magnus | 23  | 2                | 1                | 3                | 18               | 6                | 3  | 1                    | 4                    | 4                    |                      |                      |
| Totaux Division 1   | Totaux Division 1     | Totaux Division 1   | 127 | 73               | 61               | 134              | 234              | 14               | 7  | 8                    | 15                   | 67                   |                      |                      |
| Totaux Division 2   | Totaux Division 2     | Totaux Division 2   | 73  | 54               | 52               | 106              | 195              | 16               | 15 | 8                    | 23                   | 6                    |                      |                      |
| Totaux Division 3   | Totaux Division 3     | Totaux Division 3   | 16  | 10               | 12               | 22               | 48               |                  |    |                      |                      |                      |                      |                      |

### En équipe de France
| Année | Compétition                                |   | PJ | B | A | Pts | Pun | +/- |
| 2001  | Championnat du monde Junior U20            | 6 | 0  | 0 | 0 | 2   | -4  |     |
| 2002  | Championnat du monde Junior U20 Division 1 | 5 | 1  | 1 | 2 | 0   | +3  |     |